# 柳巴爾齊
50°15′33″N 31°9′31″E / 50.25917°N 31.15861°E
柳巴爾齊（烏克蘭語：Любарці）是位於烏克蘭北部的村莊，由基辅州鲍里斯皮尔区的鲍里斯皮尔市镇負責管轄。該村始建於1622年，面積9.09平方公里，海拔高度118米，2001年人口2,800，人口密度每平方公里308人。